# Siyouni
Siyouni, né en 2007, est un cheval de course français, de race pur-sang, participant aux courses hippiques. Propriété de son éleveur l’Aga Khan, il est entraîné par Alain de Royer-Dupré. 

## Carrière de course
Siyouni débute au mois de mai de ses 2 ans sur l'hippodrome de Longchamp. Poulain précoce, il s'adjuge trois victoires pour ses trois premières sorties sous la monte de Christophe Soumillon, dont une Listed Race. Pour sa première tentative dans les courses de groupe, il doit s'avouer vaincu dans le Prix Robert Papin, devancé par la future classique Special Duty, puis obtient une nouvelle deuxième place dans le Prix la Rochette (Gr.3). Pourtant, il s'adjuge le titre de meilleur 2 ans français grâce à son sacre dans le Prix Jean-Luc Lagardère avec son nouveau partenaire, Gérald Mossé, aux dépens d'un autre futur grand étalon, Lope de Vega.
À 3 ans, Siyouni effectue une bonne rentrée dans le Prix de Fontainebleau (deuxième), ce qui lui vaut de se présenter dans la position de favori au départ de la Poule d’Essai des Poulains, où il est associé pour la première fois avec Christophe Lemaire, qui devient et restera son nouveau jockey. Mais il y connaît sa première désillusion, terminant dans l'anonymat du peloton, tandis que Lope de Vega s'impose. Il tente alors sa chance dans les St. James's Palace Stakes lors du meeting royal d'Ascot, où il échoue au pied du podium. À l'automne, il se réhabilite en partie en s'octroyant des accessits dans le Prix Jean Prat (deuxième), puis dans le Prix du Moulin de Longchamp (troisième), mais ne renouera plus avec le succès. Il achève sa carrière par un échec dans le Prix de la Forêt remporté par la grande Goldikova.

### Résumé de carrière
| Date        | Hippodrome       | Pays        | Course                      | Statut      | Distance    | Jockey       | Place       | Écart       | Vainqueur ou deuxième |
| 2009, 2 ans | 2009, 2 ans      | 2009, 2 ans | 2009, 2 ans                 | 2009, 2 ans | 2009, 2 ans | 2009, 2 ans  | 2009, 2 ans | 2009, 2 ans | 2009, 2 ans           |
| ----------- | ---------------- | ----------- | --------------------------- | ----------- | ----------- | ------------ | ----------- | ----------- | --------------------- |
| 4 mai       | Longchamp        | France      | Prix des Nouveautés         | Inédits     | 1 000 m     | C. Soumillon | 1er / 11    | 1 ½         | Dolled Up             |
| 27 mai      | Maisons-Laffitte | France      | Prix Blushing Groom         | Course A    | 1 000 m     | C. Soumillon | 1er / 6     | 1 ½         | Quintalina            |
| 17 juin     | Maisons-Laffitte | France      | Prix La Flèche              | Listed      | 1 000 m     | C. Soumillon | 1er / 10    | 3           | Ladoga                |
| 26 juillet  | Maisons-Laffitte | France      | Prix Robert Papin           | Gr. 2       | 1 100 m     | C. Soumillon | 2e / 6      | 1 ½         | Special Duty          |
| 6 septembre | Longchamp        | France      | Prix La Rochette            | Gr. 3       | 1 400 m     | C. Soumillon | 2e / 7      | 1 ½         | Buzzword              |
| 4 octobre   | Longchamp        | France      | Prix Jean-Luc Lagardère     | Gr. 1       | 1 400 m     | G. Mossé     | 1er / 7     | 1 ½         | Pounced               |
| 2010, 3 ans |                  |             |                             |             |             |              |             |             |                       |
| 25 avril    | Longchamp        | France      | Prix de Fontainebleau       | Gr. 3       | 1 600 m     | G. Mossé     | 2e / 7      | 1/2         | Rajsaman              |
| 16 mai      | Longchamp        | France      | Poule d'Essai des Poulains  | Gr. 1       | 1 600 m     | C. Lemaire   | 9e / 15     |             | Lope de Vega          |
| 15 juin     | Ascot            | Royaume-Uni | St. James's Palace Stakes   | Gr. 1       | 1 600 m     | C. Lemaire   | 4e / 9      |             | Canford Cliffs        |
| 4 juillet   | Chantilly        | France      | Prix Jean Prat              | Gr. 1       | 1 600 m     | C. Lemaire   | 2e / 8      | 4           | Dick Turpin           |
| 5 septembre | Longchamp        | France      | Prix du Moulin de Longchamp | Gr. 1       | 1 600 m     | C. Lemaire   | 3e / 6      |             | Fuissé                |
| 3 octobre   | Longchamp        | France      | Prix de la Forêt            | Gr. 1       | 1 400 m     | C. Lemaire   | 7e / 10     |             | Goldikova             |

## Au haras
Installé au Haras de Bonneval, propriété de l'Aga Khan, Siyouni n'est pas, au vu de son palmarès, destiné à faire partie du Gotha de l'élevage international. Son modeste prix de saillie (7 000 € pour sa première année de monte, en 2011), en atteste. Mais il va rapidement se révéler comme un reproducteur de premier plan, et son tarif va grimper en flèche. En 2015, après que sa première génération en piste lui a valu le titre de meilleur étalon français de première production, il passe à 20 000 €, puis 30 000 € l'année suivante après s'être vu sacré champion européen avec deux générations en piste, puis 45 000 € en 2017, 75 000 € en 2018, puis 100 000 € en 2019, 150 000 € en 2023 et 200 000 € en 2024. Il est alors le premier étalon stationné en France à atteindre un tel tarif, dépassant de loin le record de Linamix, qui officiait en son temps à 50 000 €. En 2021, il atteint 140 000 €, soit une multiplication par 20 de son tarif initial, en une décennie, puis 200 000 € en 2024. Cette inflation spectaculaire, Siyouni la doit aux prouesses de ses produits, malgré une jumenterie initialement moyenne. En 2020, il s'offre un premier titre de tête de liste des étalons en France et termine deuxième de Galileo au classement européen.
Parmi ses meilleurs produits, citons (avec entre parenthèses le nom du père de mère) :
- St Mark's Basilica (Galileo) : Dewhurst Stakes, Poule d'Essai des Poulains, Prix du Jockey Club, Eclipse Stakes, Irish Champion Stakes. Cheval de l'année en Europe (2021).
- Sottsass (Galileo) : Prix de l'Arc de Triomphe, Prix du Jockey Club, Prix Ganay.
- Tahiyra (Cape Cross) : Moyglare Stud Stakes, Irish 1000 Guineas, Coronation Stakes, Matron Stakes, meilleure 3 ans européenne (2023).
- Laurens (Cape Cross) : Prix de Diane, Fillies' Mile, Prix Saint-Alary, Matron Stakes, Sun Chariot Stakes, Prix Rothschild.
- Paddington (Montjeu) : Irish 2000 Guineas, St. James's Palace Stakes, Eclipse Stakes, Sussex Stakes.
- Ervedya (King's Best) : Poule d'Essai des Pouliches, Coronation Stakes, Prix du Moulin de Longchamp.
- Mqse de Sévigné (Sèvres Rose) : Prix Rothschild (x2), Prix Jean Romanet (x2), Prix d'Ispahan.
- Zarigana (Frankel) : Poule d'Essai des Pouliches.
- Dream And Do (Librettist) : Poule d'Essai des Pouliches.
- Etoile (Authorized) : E.P. Taylor Stakes.
- Amelia's Jewel (Canford Cliffs) : Northerly Stakes.

## Origines
Siyouni est un fils du sprinter Pivotal, lauréat des King's Stand Stakes et Nunthorpe Stakes qui s'est révélé comme un étalon extrêmement influent, autant sur les pistes, où il revendique près de trente vainqueurs de groupe 1, que dans l'élevage, où il s'est affirmé comme un père de mères très renommé (deux fois tête de liste des pères de mères en Angleterre et en Irlande). 
Élevé par Jean-Luc Lagardère juste avant sa mort, et avant que son élevage ne passe sous pavillon Aga Khan, la mère de Siyouni, Sichilla, remporta une Listed Race et se reconvertit brillamment au haras puisqu'elle donna un autre vainqueur de groupe 1, Siyouma (Medicean), qui s'imposa en Angleterre dans les Sun Chariot Stakes et au Canada dans les E.P. Taylor Stakes, ainsi que deux pouliches placées de groupe, au niveau groupe 2 avec Siyenika (Azamour), troisième du Prix Daniel Wildenstein et mère de Siyarafina (Prix Saint-Alary), et au niveau groupe 3 avec Sayana (Galileo), deuxième des Princess Elizabeth Stakes et du Prix Bertrand de Tarragon. Sichilla est en outre une sœur du champion de l'écurie Lagardère, Slickly, vainqueur d'un Grand Prix de Paris, d'un Prix du Moulin de Longchamp et de deux éditions du Premio Vittorio di Capua.

### Pedigree
| Origines de Siyouni (FR), mâle bai né en 2007 | Origines de Siyouni (FR), mâle bai né en 2007 | Origines de Siyouni (FR), mâle bai né en 2007 | Origines de Siyouni (FR), mâle bai né en 2007 |
| --------------------------------------------- | --------------------------------------------- | --------------------------------------------- | --------------------------------------------- |
| Père Pivotal 1993                             | Polar Falcon 1987                             | Nureyev                                       | Northern Dancer                               |
| Père Pivotal 1993                             | Polar Falcon 1987                             | Nureyev                                       | Special                                       |
| Père Pivotal 1993                             | Polar Falcon 1987                             | Marie d’Argonne                               | Jefferson                                     |
| Père Pivotal 1993                             | Polar Falcon 1987                             | Marie d’Argonne                               | Mohair                                        |
| Père Pivotal 1993                             | Fearless Revival 1987                         | Cozzene                                       | Caro                                          |
| Père Pivotal 1993                             | Fearless Revival 1987                         | Cozzene                                       | Ride The Trails                               |
| Père Pivotal 1993                             | Fearless Revival 1987                         | Stufida                                       | Bustino                                       |
| Père Pivotal 1993                             | Fearless Revival 1987                         | Stufida                                       | Zerbinetta                                    |
| Mère Sichilla 2002                            | Danehill 1986                                 | Danzig                                        | Northern Dancer                               |
| Mère Sichilla 2002                            | Danehill 1986                                 | Danzig                                        | Pas de Nom                                    |
| Mère Sichilla 2002                            | Danehill 1986                                 | Razyana                                       | His Majesty                                   |
| Mère Sichilla 2002                            | Danehill 1986                                 | Razyana                                       | Spring Adieu                                  |
| Mère Sichilla 2002                            | Slipstream Queen 1976                         | Conquistador Cielo                            | Mr. Prospector                                |
| Mère Sichilla 2002                            | Slipstream Queen 1976                         | Conquistador Cielo                            | KD Princess                                   |
| Mère Sichilla 2002                            | Slipstream Queen 1976                         | Country Queen                                 | Explodent                                     |
| Mère Sichilla 2002                            | Slipstream Queen 1976                         | Country Queen                                 | Carrie's Rough (famille 2-a)                  |